# Хоскинс, Билл
Ге́нри Уи́льям Фёрс «Билл» Хо́скинс (англ. Henry William Furse "Bill" Hoskyns; 19 марта 1931, Лондон, Великобритания — 4 августа 2013, Норт-Перротт, Сомерсет, Великобритания) — британский фехтовальщик, двукратный серебряный призёр летних Олимпийских игр.

## Спортивная карьера
Получил образование в Итоне и Оксфорде, позднее служил майором в британской армии.
Участник шести Олимпиад (с 1956 по 1976 гг.), фехтовал на шпаге, рапире и сабле. Однако наибольших успехов он добился в шпаге.
На чемпионате мира в американской Филадельфии (1958) завоевал золотую медаль, став первым британцем, одержавшим победу на мировом первенстве. Являлся шестикратным чемпионом Великобритании, побеждая во всех трех фехтовальных дисциплинах. На Играх Содружества завоевал девять золотых медалей (четыре — в индивидуальном зачете: в шпаге и сабле — 1958 г., в шпаге — 1966 и 1970 гг.) и одну — серебряную — в рапире (1966).
На Играх в Мельбурне (1956) в командном первенстве был четвёртым. На летних Олимпийских играх в Риме (1960) становится серебряным призёром в командном зачете, а через четыре года в Токио (1964) — в личном, уступив лишь советскому спортсмену Григорию Криссу. На чемпионате мира в Париже (1965) стал вторым в личном зачете.
Также был бронзовым призёром чемпионата мира в Риме (1955) в командных соревнованиях рапиристов и в Париже (1957) — в составе команды шпажистов.
По окончании спортивной карьеры являлся вице-президентом британской федерации фехтования. Также управлял фруктовыми плантациями в Норт-Перроте.